# CCDC121
CCDC121 (англ. Coiled-coil domain containing 121) – білок, який кодується однойменним геном, розташованим у людей на 2-й хромосомі. Довжина поліпептидного ланцюга білка становить 278 амінокислот, а молекулярна маса — 33 061.
| 10         |  | 20         |  | 30         |  | 40         |  | 50         |
| ---------- |  | ---------- |  | ---------- |  | ---------- |  | ---------- |
| MTDLNKHIKQ |  | AQTQRKQLLE |  | ESRELHREKL |  | LVQAENRFFL |  | EYLTNKTEEY |
| TEQPEKVWNS |  | YLQKSGEIER |  | RRQESASRYA |  | EQISVLKTAL |  | LQKENIQSSL |
| KRKLQAMRDI |  | AILKEKQEKE |  | IQTLQEETKK |  | VQAETASKTR |  | EVQAQLLQEK |
| RLLEKQLSEP |  | DRRLLGKRKR |  | RELNMKAQAL |  | KLAAKRFIFE |  | YSCGINRENQ |
| QFKKELLQLI |  | EQAQKLTATQ |  | SHLENRKQQL |  | QQEQWYLESL |  | IQARQRLQGS |
| HNQCLNRQDV |  | PKTTPSLPQG |  | TKSRINPK   |  |            |  |            |

A: Аланін

C: Цистеїн

D: Аспарагінова кислота

E: Глутамінова кислота

F: Фенілаланін

G: Гліцин

H: Гістидин

I: Ізолейцин

K: Лізин

L: Лейцин

M: Метіонін

N: Аспарагін

P: Пролін

Q: Глутамін

R: Аргінін

S: Серин

T: Треонін

V: Валін

W: Триптофан

Задіяний у такому біологічному процесі, як альтернативний сплайсинг. 